# Heterachthes vauriae
Heterachthes vauriae là một loài bọ cánh cứng trong họ Cerambycidae.